# Paalmatras

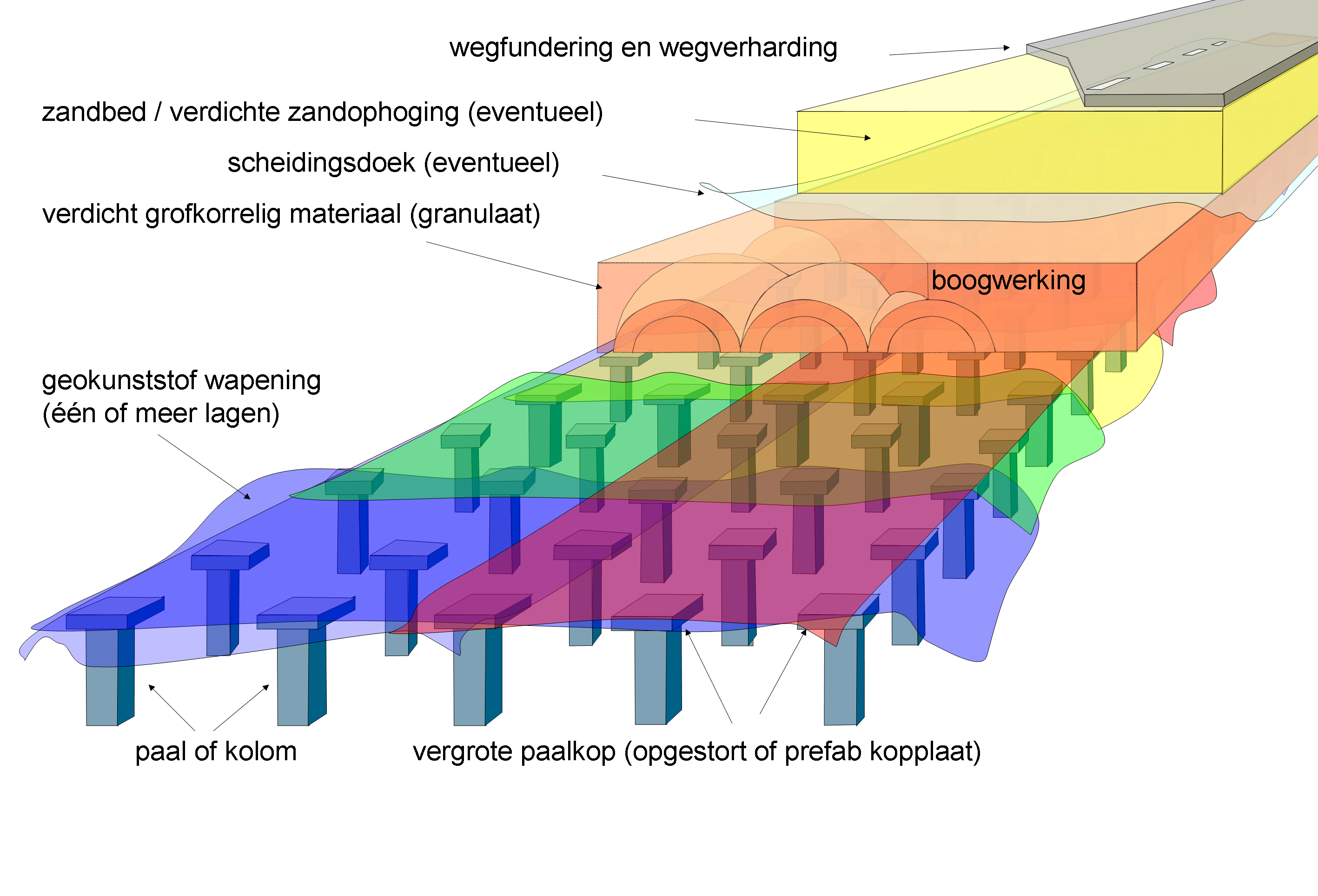
De opbouw van een paalmatras, de kleuren van de geokunststof wapening zijn voor de duidelijkheid

Een paalmatras bestaat uit een fundering van palen met daarop een gewapende aardebaan. Het is een systeem met behulp waarvan een weg of een spoorweg kan worden aangelegd op een slappe ondergrond.
Alle soorten funderingspalen kunnen worden gebruikt. Bijvoorbeeld prefab betonnen palen, houten palen of de in de grond gevormde slanke palen die speciaal ontwikkeld zijn voor toepassing in paalmatrassen. Op de palen ligt vaak een paaldeksel om het dragende oppervlak te vergroten.
Het onderste deel van de aardebaan wordt de 'matras' genoemd. Die bestaat in Nederland meestal uit granulaat van gebroken puin dat wordt gewapend met één of meer lagen geokunststof. Een geokunststof wapening is gemaakt van bijvoorbeeld polyester, en kan eruitzien als een soort visnet (een geogrid) of een doek (een geotextiel). De geokunststof wapening ligt meestal onder in de matras.
Op de matras kan de aardebaan verder worden opgehoogd met zand of gebroken puin. Ten slotte wordt de paalmatras afgewerkt met een funderingslaag en een verharding van asfalt of een spoorbaan.

## Boogwerking

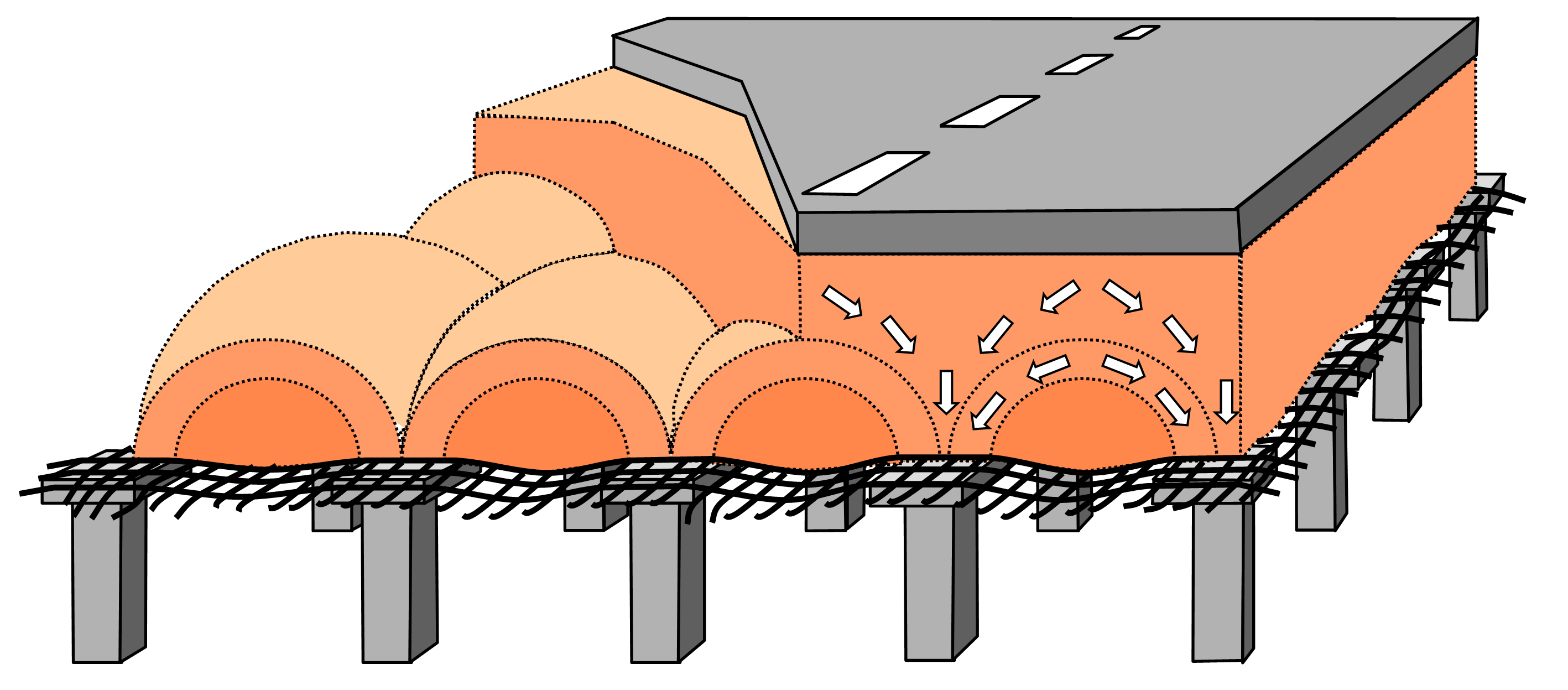
Boogwerking

Belasting in grond heeft de neiging om af te buigen in de richting van stijvere elementen. In de paalmatras buigt de belasting dus richting palen. De grond tussen de palen is immers slapper dan de palen. Daardoor lijkt het alsof er een soort bogen ontstaan in het granulaat, hoewel ze niet echt zichtbaar zijn. Dit is vergelijkbaar met de gewelven in een oude kerk of een kathedraal. Via die bogen wordt de belasting efficiënt overgebracht naar de palen. Dit heet boogwerking. Boogwerking vormt de basis voor de rekenmodellen om de geokunststof wapening in de paalmatras te dimensioneren. Bijvoorbeeld Terzaghi beschreef boogwerking al in 1943. En hij baseerde zich weer op eerdere bronnen, waaronder Engesser (1882).
De slappe grond tussen de palen, onder de matras, kan in de loop van de jaren wegzakken. Daardoor gaat de matras enigszins hangen tussen de palen. De geokunststof wapening moet sterk genoeg zijn en voldoende vervormbaar zijn om dit op te kunnen vangen. In het ontwerp van de paalmatras dient hiermee rekening gehouden te worden.

## Reden voor aanleg
Wegen of spoorwegen kunnen met een paalmatras relatief snel worden aangelegd. De paalmatras kan verder technisch en economisch een goede oplossing zijn als:
- een (spoor)weg(verbreding) op slappe grond wordt aangelegd.
- er strenge eisen aan de weg worden gesteld. Bijvoorbeeld dat de weg na de aanleg (bijna) niet meer mag zakken.
- in de onmiddellijke nabijheid bijvoorbeeld leidingen, een gevoelige fundering of een bestaande weg ligt.
- er een geleidelijke overgang moet worden gemaakt tussen een constructie die niet zakt, bijvoorbeeld een viaduct, en een zakkend weglichaam.

## Geschiedenis
In 1972 werd in Zuid-West Zweden de eerste paalmatras gebouwd in de Göta älv vallei, ongeveer 30 km ten Noorden van Göteborg. De eerste Britse paalmatras stamt van 1982. Onder andere een landhoofd van de Second Severn Crossing ligt op een paalmatras. De eerste Nederlandse paalmatras werd in 2002 opgeleverd, een busbaan bij Monnickendam. In de eerste 10 jaar daarna werden er in Nederland meer dan 25 paalmatrassen gebouwd. Inmiddels heeft Nederland er tientallen. Een van de bekendste is de 14 km lange paalmatras van de N210 in de Krimpenerwaard. Buiten Nederland worden ook steeds meer paalmatrassen (piled embankments) gebouwd, onder andere in de Verenigde Staten, Brazilië, Engeland, Ierland, Frankrijk, Duitsland, Scandinavië, Australië, Polen, Bulgarije en in het Verre Oosten.
Nederland heeft sinds 2010 een eigen ontwerprichtlijn voor paalmatrassen (CUR226). In 2016 kwam een geheel herziene versie uit, dit keer ook in het Engels. Voor 2010 werd in Nederland meestal ontworpen met de Britse BS8006 (1995, vernieuwd in 2010) of de Duitse EBGEO (concept van 2004, officiële eerste versie 2010). Frankrijk (ASIRI 2012) en Finland zijn in 2012 met een eigen ontwerprichtlijn gekomen.
Zowel in Nederland als in andere landen wordt onderzoek gedaan naar de toepassingsmogelijkheden van paalmatrassen. Zo wordt er gemeten aan bestaande paalmatrassen, en worden er experimenten uitgevoerd in laboratoria.

## Boeken en publicaties
- Design Guideline Basal Reinforced Piled Embankments, 2016. S.J.M van Eekelen and M.H.A. Brugman, Eds. SBRCURnet & CRC Press, ISBN 9789053676240,
- Ontwerprichtlijn paalmatrassystemen, 2016. Tweede, herziene editie van CUR-publicatie 226. SBRCURnet, ISBN 9789053676271.
- Engesser, F., 1882. Über den Erddruck gegen innere Stützwände (Tunnelwände), Deutsche Bauzeitung, Vol. 16, pp. 91–93.
- Holtz, R.D., Massarsch, K.R., 1976. Improvement of the stability of an embankment by piling and reinforced earth. Proceedings Sixth European Conference on Soil Mechanics and Foundation Engineering, Vienna, Austria, Vol. 1.2, pp. 473–478.
- BS8006-1, 2010. Code of practice for strengthened/reinforced soils and other fills. British Standards Institution, ISBN 978-0-580-53842-1
- EBGEO, 2010. Empfehlungen für den Entwurf und die Berechnung von Erdkörpern mit Bewehrungen aus Geokunststoffen – EBGEO, 2. Auflage, German Geotechnical Society, ISBN 978-3-433-02950-3
- ASIRI, 2012. Recommandations pour la conception, le dimensionnement, l'exécution et le contrôle de l'amélioration des sols de fondation par inclusions rigides, ISBN 978-2-85978-462-1
- Finse ontwerprichtlijn voor geokunststof-gewapende grondconstructies, waaronder paalmatrassen, 2012. Geolujitetut maarakenteet, Tiegeotekniikan käsikirja, Liikenneviraston oppaita 2/2012, ISBN 978-952-255-104-7